# اصطدام قطار أنقرة
حصلَ حادث اصطدام قطار أنقرة في 13 كانون الأول/ديسمبر عام 2018 حينَما اصطدمَ قطار فائق السرعة مع قطار آخر بالقربِ من مُحافظة أنقرة مما تسبب في خروج ثلاث عربات عن مسارها. نجمَ عن هذا الحادث مقتل ثلاثة مهندسين كانوا يعملونَ في السكة الحديدية إلى جانبٍ خمسة ركاب و40 جريحًا فيما توفي راكب سادس في المستشفى. من بينِ الجرحى؛ كانَ هناك 34 في حالة شبه خطيرة واثنان في حالة خطيرة حيث نُقلوا إلى مستشفيات عدة.

## الحادث
غادر القطار فائق السرعة محطة السكك الحديديّة في أنقرة باتجاه قونيا حيث كان يحملُ 206 راكبًا وذلك في تمام الساعة 06:30 بالتوقيت المحلي (03:30 بالتوقيت العالمي المُنسق). بعدَ حوالي أربع دقائق فقط؛ حصلَ التصادم وجهًا لوجه بسرعة 80–90 كم/س (50–56 ميل/س). بسببِ قوّة وشدة الاصطدام خرجت ثلاث مقطورات عن مسارها لتصطدم بجسر للمشاة فانهار الأخير فوقَ سيارتين. قُتل خلال الحادث ثمانية أشخاص؛ ثلاث مهندسين للسكة وخمس في صفوف الرُكّاب بمن فيهم راكب ألمانيّ الجِنسيّة. ذكرت المعلومات الأوليّة أنّ عدد المُصابين بلغَ 48 شخصًا لترتفعَ الحصيلة فيما بعد إلى 40 شخصًا من بينهم ثلاثة في حالة حرجة نُقلوا على وجهِ السرعة لكُبرى مستشفيات مدينة أنقرة. تُوفيّ أحد الركاب المصابين فيما بعد في المستشفى. اعتبارًا من 13 كانون الأول/ديسمبر؛ لا زالَ 34 شخصا يتلقوّن العلاجَ في المستشفيات

## ما بعد الحادث
هرعت أكثر من 40 سيارة إسعاف وعدد من عناصر الشرطة الوطنية ومجموعة من الأطباء لعينِ المكان من أجل تقديم المُساعدة. بدأت الرافِعات الضخمة في إزالة الحُطام من أجل إعادة فتح خط السكة الحديدية وجعل حركة المرور العادية. واصلت فُرق من رجال الإطفاء وعمال السكة الحديدية في إزالة باقي الحطام في الليل على الرغم من تساقط الثلوج بغزارة. فتحَ المدعي العام في أنقرة تحقيقًا لمعرفة سبب الحادث وعين لهذا الغرض مساعدًا له من النيابة العامة. اعتقلت الشرطة التُركيّة ثلاثة عاملين في السكة الحديدية كما اعتقلت العامل المسؤول عن اتجاه القطارات للاشتباه فيهم بسببِ الإهمال.